# 耶拉伯勒軍人公墓
40°09′36″N 44°27′15″E / 40.159975°N 44.454214°E

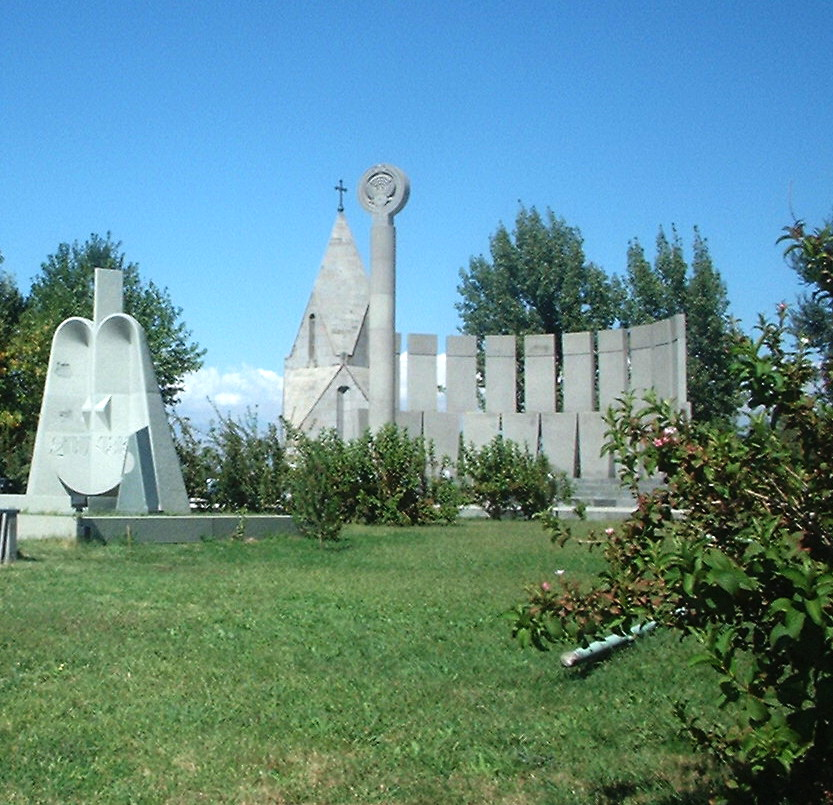
耶拉伯勒軍人公墓

耶拉伯勒軍人公墓（直译：三座山丘）是亞美尼亞首都葉里溫西郊山丘上的一座墓園，占地19.22公頃，許多纳戈尔诺-卡拉巴赫冲突中陣亡的亞美尼亞軍人被安葬於此。墓園入口的左側有一座禮拜堂，禮拜堂前方為陣亡自由戰士紀念館，一旁有紀念39位亞美尼亞解放祕密軍（ASALA）軍人的紀念碑。
2020年12月18日，上千名亞美尼亞人手持燭火至耶拉伯勒軍人公墓，哀悼2020年納戈爾諾-卡拉巴赫戰爭中陣亡的亞美尼亞軍人，隔日總理尼科尔·帕希尼扬參訪墓園，一度被抗議人士阻擋。

## 安葬名人
安葬在耶拉伯勒軍人公墓的知名人士包括納卡戰爭陣亡士兵瓦尔丹·斯特潘扬、亞美尼亞將領安德拉尼克·奧扎尼安、Sebouh Nersesian、Gourgen Yanikian、前總理瓦茲根·薩爾基相、指揮官蒙捷·梅爾科尼揚、2004年在匈牙利遇害的古爾根·馬爾加良等。

## 圖集

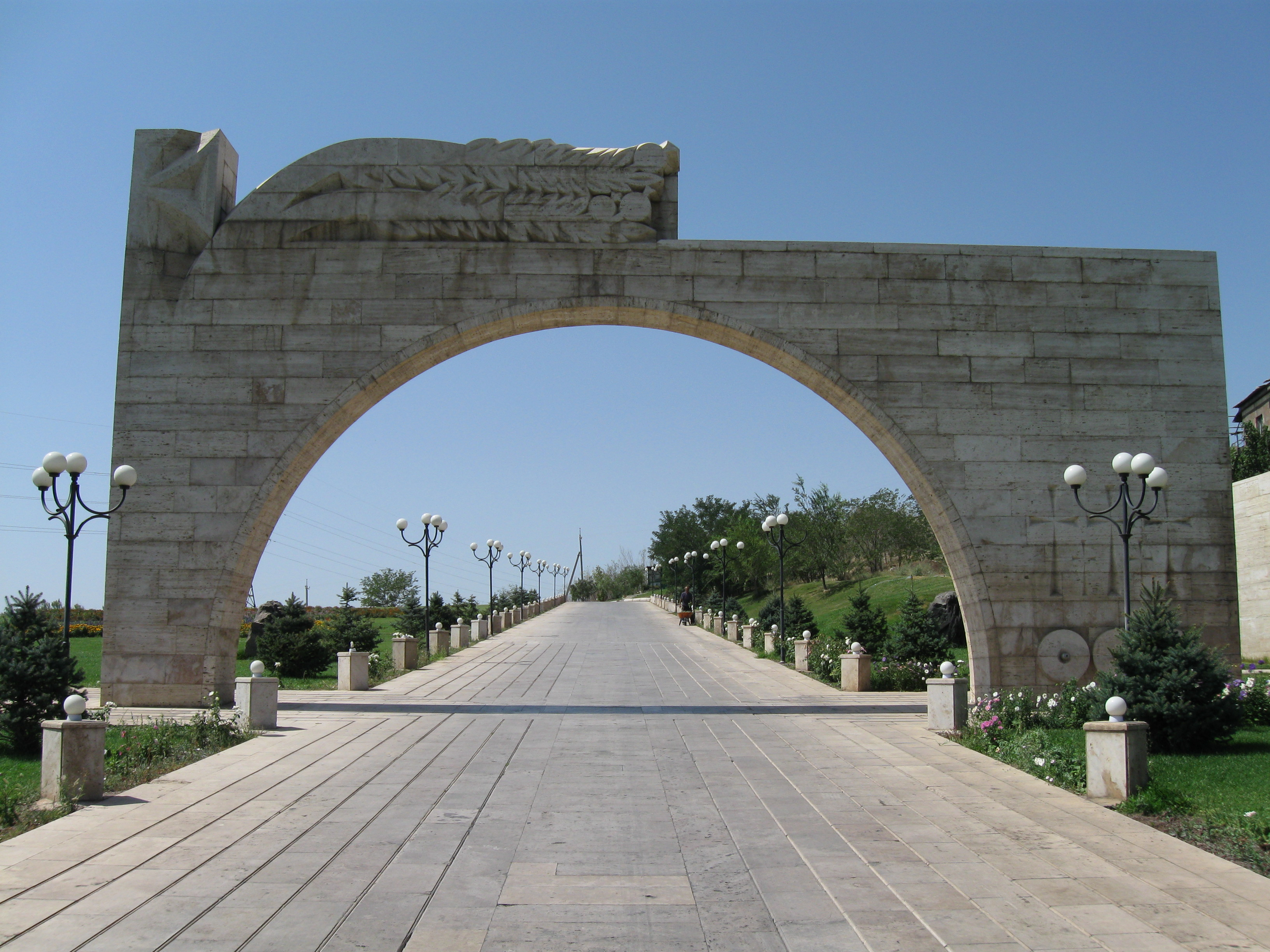
墓園的主要入口
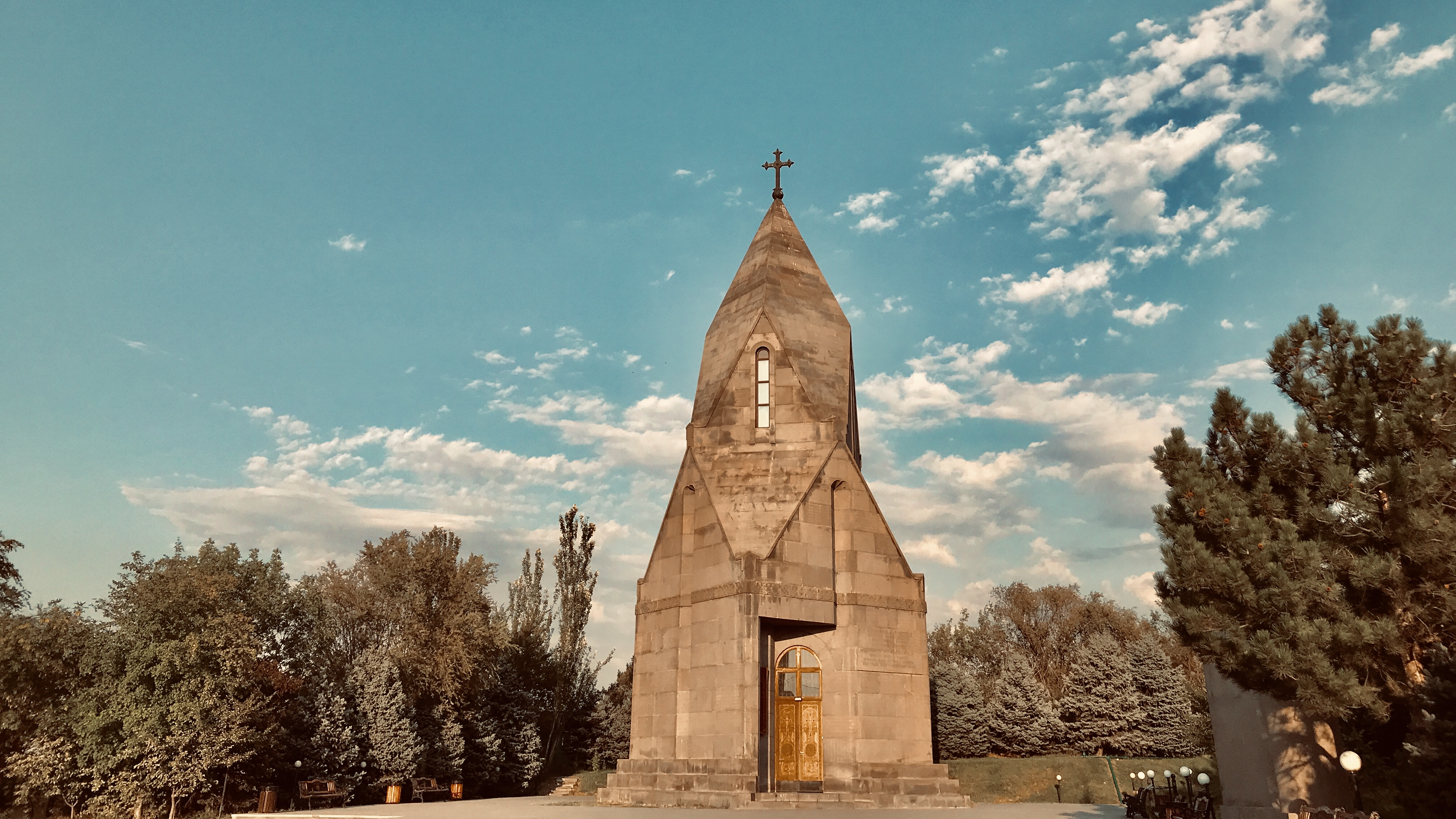
神聖烈士教堂
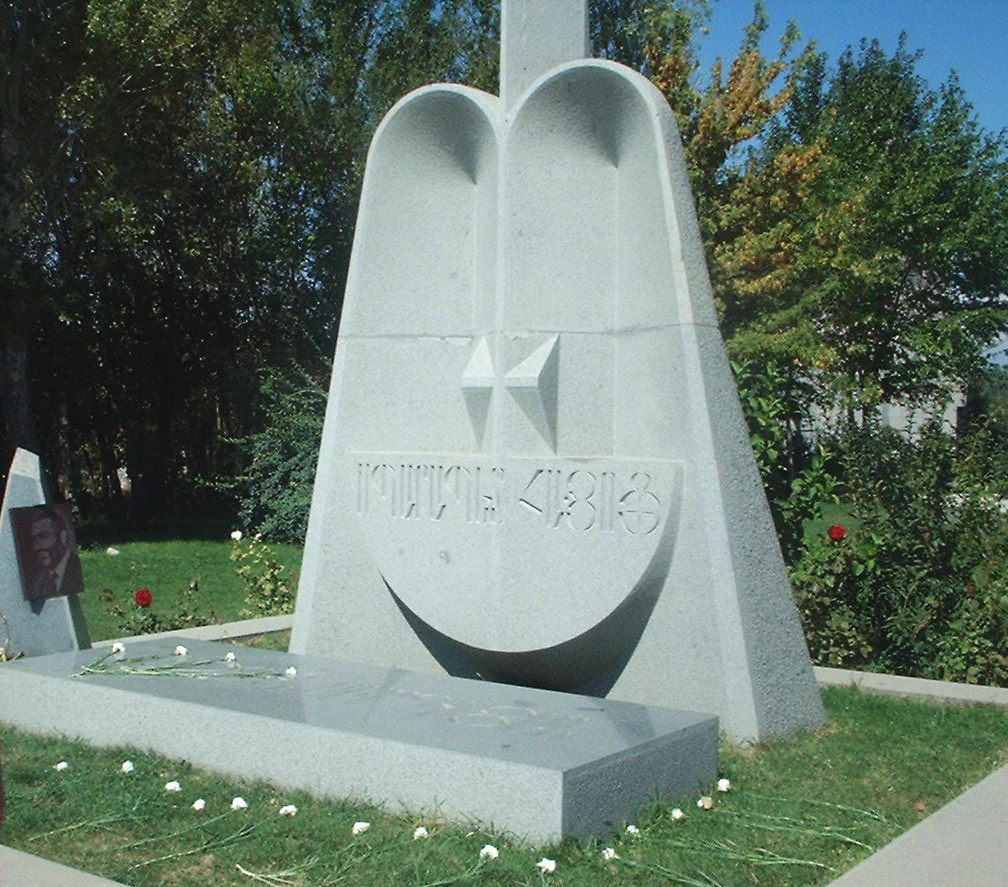
瓦茲根·薩爾基相陵墓
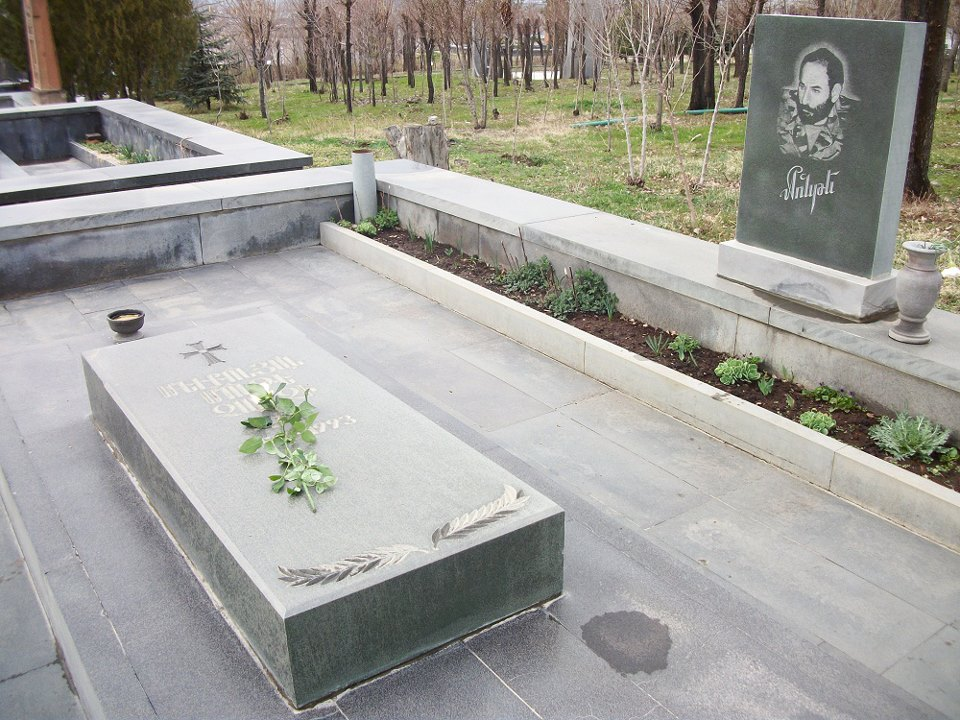
蒙捷·梅爾科尼揚陵墓
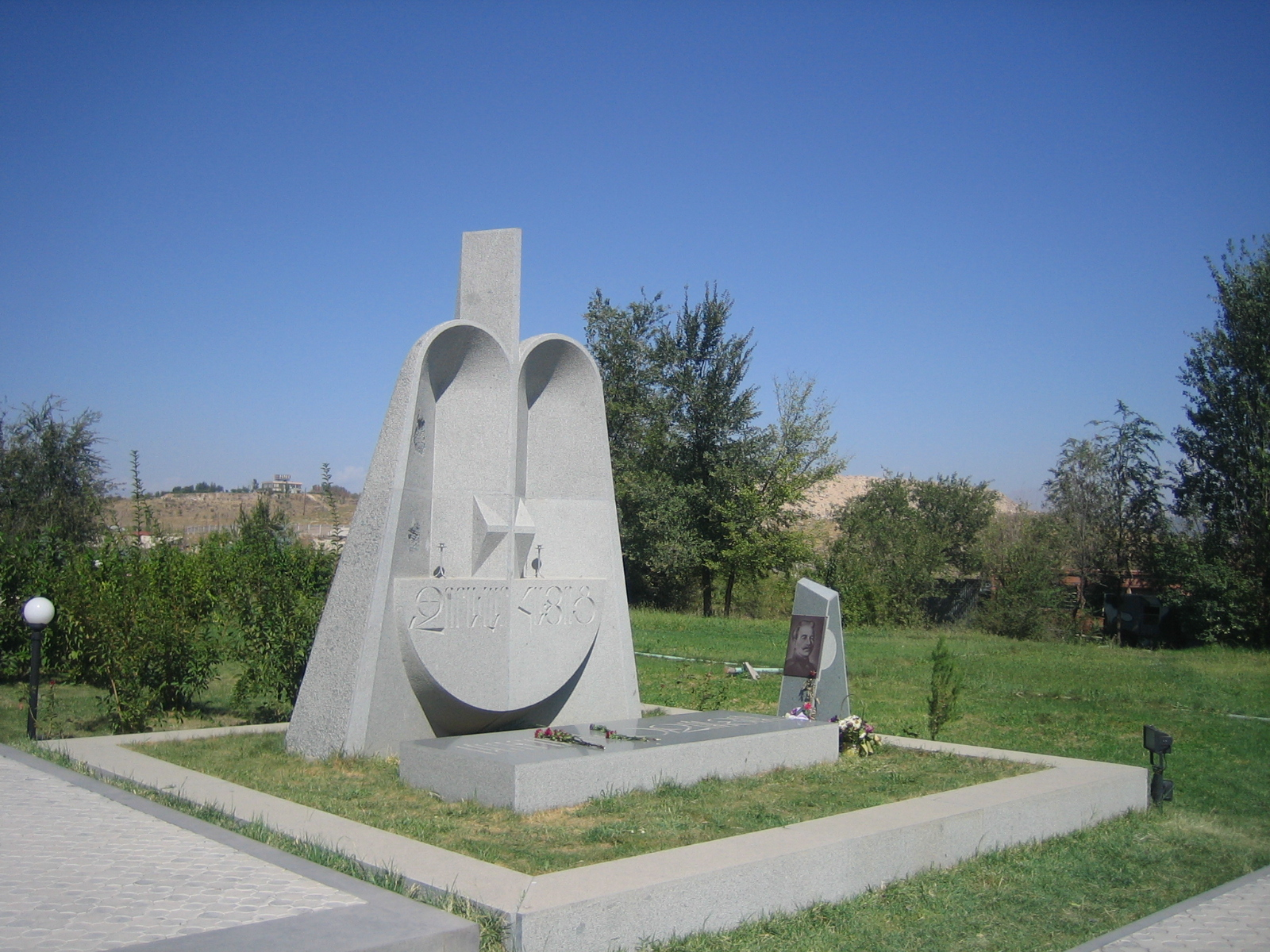
安德拉尼克·奧扎尼安陵墓

## 註腳
1. ↑  1927年逝世，最初安葬於美國加州，2000年遷葬至此。
2. ↑  1940年逝世，2014年遷葬至此。
3. ↑  1984年逝世，2019年遷葬至此。